# Anisopleura vallei
Anisopleura vallei là loài chuồn chuồn trong họ Euphaeidae (Epallagidae). Loài này được St. Quentin mô tả khoa học đầu tiên năm 1937.